# Страндберг, Вильгельмина
Вильгельмина Страндберг (швед. Maria Wilhelmina Strandberg, 6 ноября 1845 — 16 октября 1914) — шведская оперная певица (меццо-сопрано), выступавшая в Королевской опере в Стокгольме в 1867—1903 годах в роли субретки.

## Биография
Вильгельмина Сёрлинг родилась в Стокгольме в 1845 г. Она была дочерью музыкального педагога и органиста Вильгельма Сёрлинга и Марии Элисы Вретман. Она воспитывалась в музыкальной семье и в 1862—1865 гг. училась сольному пению в Королевской высшей музыкальной школе в Стокгольме. Её преподавателями были Юлиус Гюнтер, Исак Альберт Берг и Фредрика Стенхаммар.
Дебют Вильгельмины состоялся 18 октября 1867 г. в Королевском театре в роли Жаннетт в опере комик Николя Изуара «Джоконда». Весной 1868 г. её приняли в Драматический театр, где она играла роли субреток в операх комик, например, в Vattendragaren и Les rendez-vous bourgeois. Вскоре ей начали доверять роли в классической опере: Церлины в «Доне Жуане», Керубино в «Свадьбе Фигаро», Микаэлы в «Кармен», Магдалены в шведской премьере «Нюрнбергских мейстерзингеров», Марты в «Фаусте», Памины в «Волшебной флейте».
В 1878 г. она вышла замуж за служащего таможни Улофа Страндберга, сына актрисы Авроры Вильгельмины Страндберг и оперного певца Улофа Страндберга Старшего.
18 октября 1892 г., когда Вильгельмина исполнила роль маркизы в «Дочери полка», на праздновании её 25-летия работы в Драматическом театре она была награждена золотой медалью Литературы и искусств (Швеция).
Вильгельмина оставила оперную сцену в ноябре 1903 г. В 1908 г. её приняли в Шведскую королевскую музыкальную академию.
Вильгельмина Страндберг умерла в Стокгольме в 1914 г.